# 20e cérémonie des Filmfare Awards
La 20e cérémonie des Filmfare Awards s'est déroulée en 1973 à Bombay en Inde.

## Palmarès
| Catégorie                                 | Lauréat                                                                                   |
| ----------------------------------------- | ----------------------------------------------------------------------------------------- |
| Meilleur film                             | Be-Imaan - produit et réalisé par Sohanlal Kanwar - avec Manoj Kumar, Raakhee et Premnath |
| Meilleur réalisateur                      | Sohanlal Kanwar (Be-Imaan)                                                                |
| Meilleur acteur                           | Manoj Kumar (Be-Imaan)                                                                    |
| Meilleure actrice                         | Hema Malini (Seeta Aur Geeta)                                                             |
| Meilleur acteur dans un second rôle       | Pran (Be-Imaan)                                                                           |
| Meilleure actrice dans un second rôle     | Zeenat Aman (Haré Raama Haré Krishna)                                                     |
| Meilleure prestation dans un rôle comique | Paintal (en) (Bawarchi)                                                                   |
| Meilleur compositeur                      | Shankar Jaikishan (Be-Imaan)                                                              |
| Meilleur parolier                         | Verma Malik pour Jai Bolo Be-Imaan Ki (Be-Imaan)                                          |
| Meilleur chanteur de playback             | Mukesh pour Jai Bolo Be-Imaan Ki (Be-Imaan)                                               |
| Meilleure chanteuse de playback           | Asha Bhosle pour Dum Maro Dum (Haré Raama Haré Krishna)                                   |
| Meilleure histoire                        | Basu Chatterjee (Anubhav)                                                                 |
| Meilleur scénario                         | Arabinda Mukherjee (Amar Prem)                                                            |
| Meilleurs dialogues                       | Ramesh Pant (Amar Prem)                                                                   |
| Meilleure photographie                    | P. Vaikunth (Seeta Aur Geeta)                                                             |
| Meilleure direction artistique            | N.B. Kulkarni (Pakeezah)                                                                  |
| Meilleur son                              | Jehangir Nowrojee (Amar Prem)                                                             |
| Meilleur montage                          | -                                                                                         |

## Récompenses des critiques
| Catégorie     | Lauréat                      |
| ------------- | ---------------------------- |
| Meilleur film | Maya Darpan de Kumar Shahani |